# Aalias
Aaron Kleinstub (sinh ngày 20 tháng 8 năm 1989), được biết đến với nghệ danh của anh là Aalias, là một nhà sản xuất âm nhạc và nhạc sĩ từ Cleveland, Ohio.

## Tiểu sử
Aaron "Aalias" Kleinstub là một nhạc sĩ, nhà soạn nhạc, nhà sản xuất và người chơi nhiều nhạc cụ. Khi còn là một thiếu niên, anh đã giành được nhiều giải thưởng khi chơi kèn jazz, bao gồm cả Giải thưởng Nghệ sĩ Biểu diễn Trẻ của Yamaha, được đề cử danh dự từ Hiệp hội Quốc gia về Sự Tiến bộ của Nghệ thuật, học bổng của Trại Âm nhạc Berklee và được lựa chọn để biểu diễn trong ban nhạc Grammy Jazz ở tuổi 16. Sau khi tốt nghiệp trường trung học Kenston ở Chagrin Falls, Ohio, Aalias chuyển đến New York để học tại Juilliard. Sau đó anh chuyển đến Đại học Âm nhạc Berklee, nơi anh tốt nghiệp chuyên ngành sản xuất âm nhạc.
Aalias có lẽ được biết đến nhiều nhất với việc đồng sáng tác và đồng sản xuất bài hát hit số 1 "The Monster" của Eminem với sự góp mặt của Rihanna. "The Monster" đạt vị trí số 1 trên tám bảng xếp hạng Billboard riêng biệt, bao gồm bốn tuần ở vị trí số 1 trên Hot 100 và mười ba tuần ở vị trí số 1 trên bảng xếp hạng Hot R & B/Hip-Hop Songs. Nó cũng đứng đầu bảng xếp hạng ở mười hai quốc gia bao gồm Úc, Canada, Pháp, Ireland, New Zealand, Thụy Sĩ và Vương quốc Anh và giành được giải Grammy cho Hợp tác xuất sắc nhất/ Rap Sung.
Vào năm 2017, Kleinstub đã hợp tác với một người bạn và là nhà sản xuất - nhà văn Corey "Latif" Williams để tạo thành bộ đôi Lo Boii. Ban nhạc đã ký hợp đồng với hãng AWAL có trụ sở tại London. Đĩa đơn đầu tiên "Floor Seats" đã được phát hành vào tháng 4 năm 2019.

## Danh sác đĩa nhạc
Danh sách này không đầy đủ, bạn cũng có thể giúp mở rộng danh sách.
| Nghệ sĩ                | Bài hát                                                                                              | Album (label year)                          |
| ---------------------- | --- | ------------------------------------------- |
| Lo Boii & Whole Doubts | "Time 2.0"                                                                                           | (Lo Boii 2020)                              |
| Lo Boii                | "Floor Seats" // "Sweeter" // "Drive" // "Time" // "Chakra" // "Lie to You" // "She Drives Me Crazy" | Sex Doesn't Sell...Anymore (Lo Boii 2019)   |
| Macklemore             | "Shadow" feat. IRO                                                                                   | (Bendo 2019)                                |
| AWA                    | "Comfortable"                                                                                        | (Sony 2019)                                 |
| Yoshi Flower           | "Empty"                                                                                              | (Interscope 2019)                           |
| Whole Doubts           | "Shiver" feat. Jaira Burns                                                                           | (Whole Doubts 2019)                         |
| Whole Doubts           | "Spoke Up" feat. Gabi Sklar                                                                          | (Whole Doubts 2019)                         |
| Mallrat                | "When I Get My Braces Off"                                                                           | Driving Music (Nettwerk 2019)               |
| John Splithoff         | "Proud"                                                                                              | (Asylum 2019)                               |
| John Splithoff         | "Like You Talk To Me"                                                                                | (East West 2019)                            |
| The Kite String Tangle | "Give it Time" feat. Aalias                                                                          | (Warner Music Australia 2018)               |
| Jaira Burns            | "Low Key in Love"                                                                                    | (Interscope 2018)                           |
| DYLN & Whole Doubts    | "Piece of You"                                                                                       | (DYLN 2018)                                 |
| Eminem                 | "Revival (Interlude)" feat. Alice và Glass Lake                                                      | Revival (Interscope 2017)                   |
| Whole Doubts           | "Leave" feat. Kevin Garrett                                                                          | (Whole Doubts 2017)                         |
| Robin Schulz & Aalias  | "Fools" feat. IRO                                                                                    | Uncovered (Warner 2017)                     |
| John Splithoff         | "Show Me" feat. Madison Ryann Ward                                                                   | Make It Happen (East West 2017)             |
| Janelle Kroll & Aalias | "Blush"                                                                                              | (Lokal Legend 2017)                         |
| Sam Bruno              | "Hello Hater" & "Tip of My Tongue"                                                                   | I Am Sam, Pt. 1 (Atlantic 2017)             |
| Bryce Fox              | "Coldhearted" [Đồng sản xuất với Frequency]                                                          | Heaven on Hold (2017)                       |
| DJ Snake               | "Middle" [Đồng sản xuất với DJ Snake]                                                                | Encore (Interscope 2016)                    |
| TOTEM & Aalias         | "Bubblegum"                                                                                          | (Totemic Sound 2016)                        |
| Ro James               | "The Ride"                                                                                           | Eldorado (RCA 2016)                         |
| Handsome Ghost         | "Eyes Wide" feat. Whole Doubts                                                                       | The Brilliant Glow (Photo Finish 2016)      |
| Melanie Martinez       | "Mad Hatter" [Sản xuất với Frequency]                                                                | Cry Baby (Atlantic 2015)                    |
| Bebe Rexha             | "Gone" [Đồng sản xuất với Frequency; Maki]                                                           | (Warner Bros. 2014)                         |
| Eminem                 | "The Monster" feat. Rihanna [Đồng sản xuất với Frequency; Add'l Inst. by Maki]                       | The Marshall Mathers LP 2 (Interscope 2013) |